# Dita Von Teese
Dita Von Teese, nascida Heather Renée Sweet (Rochester, Michigan, 28 de setembro de 1972) é uma atriz, modelo e popular artista burlesca norte-americana.
Fetichista assumida, Dita Von Teese é responsável pela reinvenção da estética pin-up dos anos 40 e 50 e do termo "burlesco" associado à arte ancestral do strip-tease, protagonista de espectáculos que incluem banho num copo de Martini gigante. O livro duplo Burlesque and the Art of Teese/Fetish and the Art of Teese é o testemunho ilustrado de uma sex symbol de luxo. Ela também é conhecida por ter sido casada com o músico norte-americano Marilyn Manson, entre 2005 e 2007. O casal se conheceu em 2001 e sua relação sempre esteve ‘no olho do furacão’, devido ao estilo de vida de ambos.

## Carreira

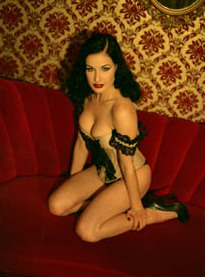
Dita Von Teese.

Desde criança, sempre gostou dos musicais da MGM e adorava imitar as estrelas de Hollywood da Era Dourada. Não foi preciso muito para os seus pais a colocarem em aulas de dança e representação.
Aos 16 anos, Dita Von Teese estava obcecada por moda. Enquanto trabalhava numa loja de lingerie, apaixonou-se pelos diversos estilos de roupa íntima feminina. Ali, nasceu uma entertainer erótica com toques de arte burlesca sensual. Desde aí que Dita sabia que se algum dia conseguisse se tornar modelo, iria fazer as coisas à sua maneira sem ser mandada por ninguém e sem ser freelancer.
Depois de fazer alguns trabalhos como modelo, Von Teese estava pronta para  viver a fama. Tornou-se uma entertainer a solo aos 20 anos e passado algum tempo agradando por conta própria, a Playboy notou o seu talento. Em 1997 a revista publicou um ensaio fotográfico de Dita e o sucesso foi tanto que muitos começaram a conhece-la como a rainha do burlesco erótico. Durante a sua carreira, Dita já apareceu mais de 30 vezes na revista Playboy e até foi capa em Dezembro de 2002.
Mesmo assim, o que realmente chamava a atenção eram os seus espectáculos ao vivo. Dita Von Teese recebeu ainda mais atenção depois de fazer alguns espectáculos com as Pussycat Dolls e por se apresentar ao lado da banda de rock italiana Belladonna.
Dita Von Teese apareceu em vários filmes como o The Death of Salvador Dali em 2005 que lhe rendeu um prêmio de melhor Atriz no Beverly Hills Film Festival. Fez um papel em Saint Francis em 2006, em 2008 participou de The Boom Boom Room. Dita também participou de vários videoclipes como em "Disintegration" e "Black Widow" do duo Monarchy, "Up in the Air" da banda norte-americana 30 Seconds to Mars, "She's Lost Control" da banda-duo Shakespears Sister, "mOBSCENE", "This Is The New Shit" e "(s)AINT" de Marilyn Manson, "Ugly Boy" da banda sul-africana Die Antwoord, "Redundant" da banda Green Day, “Bejeweled" da cantora norte-americana Taylor Swift e outros.

## Vida pessoal
Dita Von Teese  foi casada com Marilyn Manson, seu casamento com ele terminou em dezembro de 2006, quando ela saiu de casa.
"Estou feliz por ter as drogas longe da minha vida" diz ela. O casal teria se separado por diferenças "irreconciliáveis".

## Filmografia

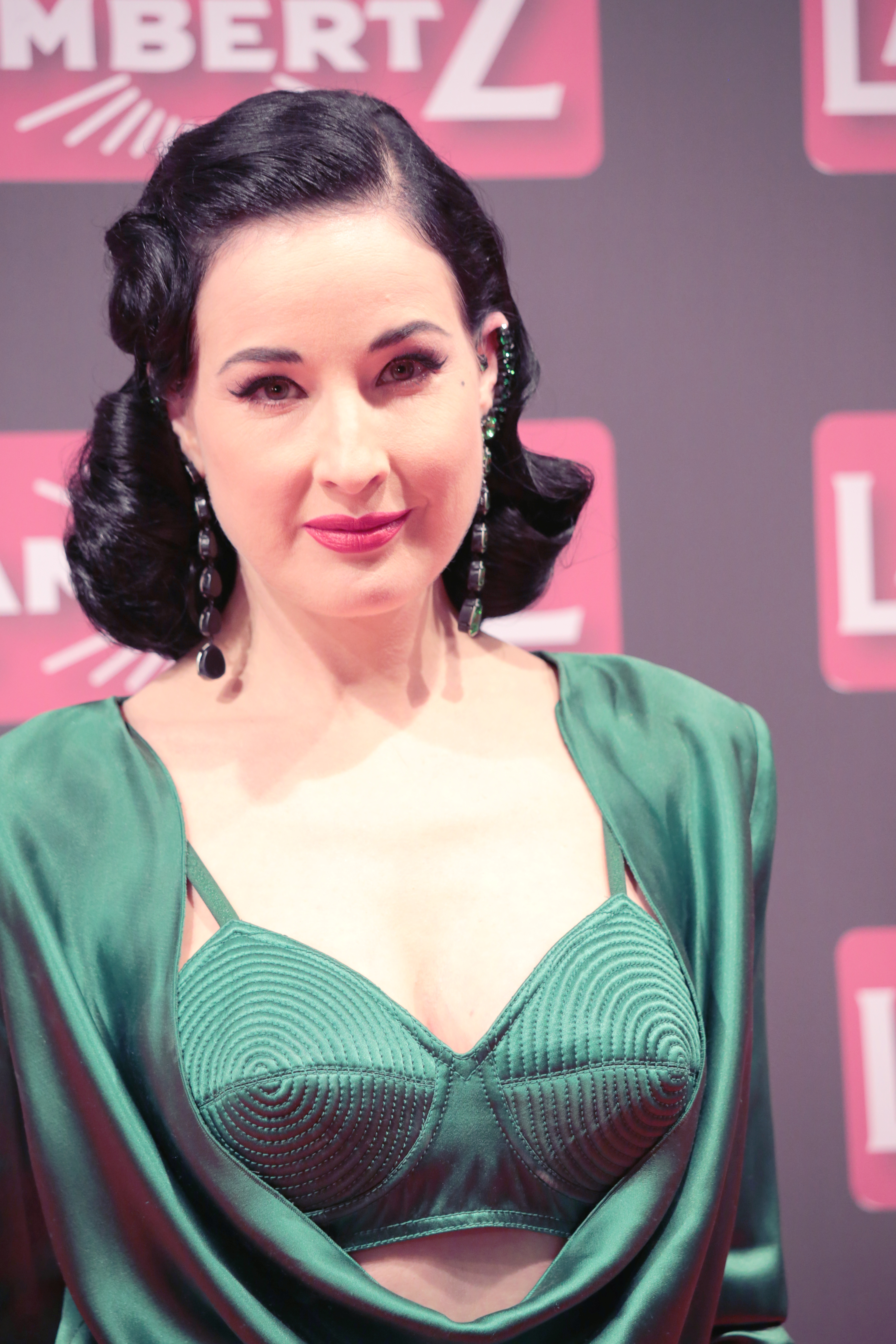
Dita Von Teese em 2018.

| Ano  | Filme                                    | Papel                     | Observação                                                    |
| ---- | ---------------------------------------- | ------------------------- | ------------------------------------------------------------- |
| 1995 | Romancing Sara                           | Allison                   | Creditada como 'Heather Sweet'                                |
| 1997 | Matter of Trust                          | Girl with C.T.            | Creditada como 'Heather Sweet'                                |
| 1999 | Pin-Ups 2                                |                           | Creditada como 'Dita'                                         |
| 2000 | Decadence                                |                           | Creditada como 'Dita'                                         |
| 2001 | Slick City: The Adventures of Lela Devin | Lela Devin                |                                                               |
| 2001 | Tickle Party: Volume 2                   |                           | Creditada como 'Dita'                                         |
| 2002 | Bound in Stockings                       |                           |                                                               |
| 2002 | Naked and Helpless                       |                           |                                                               |
| 2004 | Blooming Dahlia                          | Elizabeth Curt            |                                                               |
| 2004 | Lest We Forget: The Video Collection     | Girl In Martini Glass     |                                                               |
| 2005 | The Death of Salvador Dali               | Gala                      | Recebeu prêmio de melhor atriz no Beverly Hills Film Festival |
| 2006 | Saint Francis                            | Soul, Pica Bernard        |                                                               |
| 2007 | Indie Sex: Extremes                      | ela mesma                 | Documentário                                                  |
| 2007 | The Boom Boom Room                       | Adeline Winter            | Filming                                                       |
| 2011 | CSI Investigação Criminal                | Rita Von Squeeze/ Ellen   | temp 11 ep 12                                                 |
| 2022 | Don't Worry Darling                      | Gigi (dançarina burlesca) |                                                               |